# Kinh tế Nga
Kinh tế Nga là một nền kinh tế thị trường đang phát triển, lớn thứ 11 theo GDP danh nghĩa hoặc đứng thứ 6 toàn cầu theo sức mua tương đương năm 2020. Cũng trong năm 2020, GDP danh nghĩa theo thống kê của IMF đạt 1,464 nghìn tỷ USD, xếp hạng 11 thế giới sau Mỹ, Trung Quốc, Nhật Bản, Đức, Anh, Ấn Độ, Pháp, Ý, Canada và Hàn Quốc. GDP theo sức mua (PPP) đạt 4,021 nghìn tỷ USD, đứng hạng 6 thế giới sau Trung Quốc, Mỹ, Ấn Độ, Nhật và Đức. Cũng theo ước tính của Quỹ Tiền tệ Quốc tế, thu nhập bình quân đầu người của người Nga tính theo danh nghĩa năm 2020 là 9,972 USD/người, còn tính theo sức mua tương đương là 27,394 USD/người, lần lượt xếp hạng 61 và 50 trên thế giới.
Nga là một nước rất giàu có về các loại tài nguyên thiên nhiên và năng lượng như dầu mỏ, khí đốt, than và quặng thép. Đây cũng là một nước có nhiều ngành nông nghiệp phong phú. Sau khi Liên bang Xô viết tan rã, kinh tế Nga đã phải trải qua nhiều giai đoạn phức tạp. Nền kinh tế của nước này thay đổi từ kinh tế kế hoạch sang nền kinh tế thị trường và toàn cầu hóa. Các cuộc cải tổ kinh tế vào những năm 1990 chủ yếu là về công nghiệp, năng lượng và quốc phòng.
Trong những năm từ 2008-2009, nền kinh tế bắt đầu suy thoái sau 10 năm tăng trưởng, kéo dài cho đến giai đoạn cuối 2009-2010. Mặc dù bị suy thoái nhưng kinh tế Nga không bị ảnh hưởng nặng nề bởi cuộc khủng hoảng kinh tế toàn cầu 2007-08 so với các nước láng giềng, một phần là do các chính sách điều tiết kinh tế và chi tiêu thích hợp.

## Lịch sử
Trước đây, nền kinh tế của Nga chủ yếu dựa vào nông nghiệp. Nông nô - lực lượng lao động chính của Nga, phải làm việc cật lực trong suốt chiều dài lịch sử nước Nga và không được phép rời bỏ đất đai mà họ canh tác. Đến năm 1916, giai đoạn trị vì của Sa hoàng Nicholas II, tình hình kinh tế trở nên tồi tệ hơn do những cuộc xung đột chính trị - giá thức ăn tăng gấp 4 lần, rất nhiều người đã chết đói vì không có bánh mì để ăn.
Đến tháng 2 năm 1917, dòng người xếp hàng chờ bánh mì ở trước Cung điện Mùa Đông đã gây náo loạn. Rất nhiều người đã đứng lên biểu tình. Dân chúng luôn yêu cầu vị Sa hoàng này phải thoái vị. Đến tháng 3 năm 1917, Nicholas II đã đồng ý rời khỏi ghế Sa hoàng theo đúng thỏa thuận.
Những cuộc nổi dậy của quần chúng nhân dân ngày càng lan rộng trên khắp đất nước Nga và có tổ chức hơn dưới sự lãnh đạo của những người Bolshevik (đứng đầu là V.I.Lenin). Đến ngày 7 tháng 11 năm 1917 (theo lịch cũ của Nga là tháng 10), cuộc Cách mạng tháng Mười đã thành công, lật đổ Nga hoàng và lập nên nhà nước công nông đầu tiên trên thế giới.

## Kinh tế vĩ mô

### Tổng sản phẩm quốc nội
Dưới đây là biểu đồ xu hướng tăng GDP của Nga theo giá cả thị trường được ước tính bởi Quỹ tiền tệ quốc tế, đơn vị tính là triệu Rúp của Nga.
| Năm  | Tổng sản phẩm quốc nội | Tỷ giá trao đổi USD |
| ---- | ---------------------- | ------------------- |
| 1995 | 1.428.500              | 4.55 Rubles         |
| 2000 | 7.305.600              | 28.13 Rubles        |
| 2005 | 21.665.000             | 28.27 Rubles        |

Để so sánh sức mua tương đương, 1 USD = 30 Rúp.